# You Got Style
You Got Style är en låt framförd av Skamp. Den är skriven av Viktoras Diawara, Erica Quinn Jennings och Vilius Alesius.
Låten var Litauens bidrag i Eurovision Song Contest 2001 i Köpenhamn i Danmark. I finalen den 12 maj slutade den på trettonde plats med 35 poäng.